# Sergio De Luca (sollevatore)
Sergio De Luca (5 settembre 1955) è un ex sollevatore sammarinese.

## Biografia
Nato nel 1955, gareggiava nella classe di peso dei 67.5 kg (pesi leggeri).
A 24 anni ha partecipato ai Giochi olimpici di Mosca 1980, valevoli anche come campionato mondiale, nei 67.5 kg, terminando 20º con 255 kg totali alzati, 110 nello strappo e 145 nello slancio.